# Grönlänningasagan

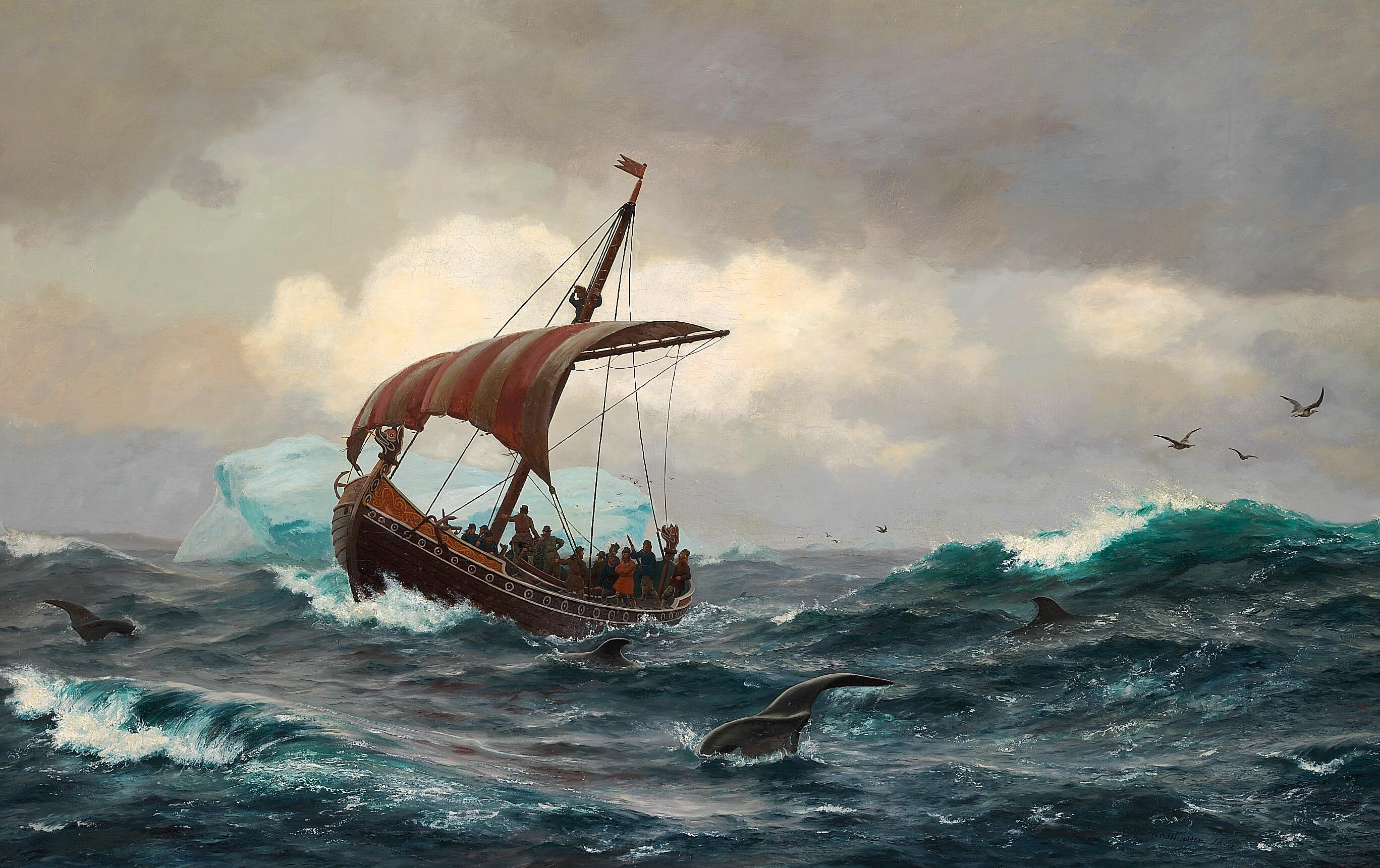
Sommarnatt vid den grönländska kusten cirka år 1000, målning av den danska konstnären Carl Rasmussen.

Grönlänningasagan, även Grönlänningarnas saga eller Grönlandssagan (isländska Grænlendinga saga), är en av islänningasagorna. Den behandlar till stor del samma ämnesområde som Erik Rödes saga, det vill säga nordbornas upptäckt och kolonisering av Grönland och Vinland under vikingatiden. Den skrevs omkring 1260.

## Handling

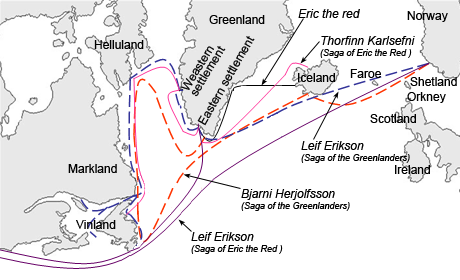
Karta över Nordatlanten med Bjarne Herjolfssons resväg enligt Grönlänningsagan markerat i rött.

Sagan skildrar hur Erik Röde tvingades fly från Norge till Island och hur han sedan upptäckte och koloniserade Grönland. Senare fick den kristne Bjarne Herjolfsson av misstag syn på nya länder längre västerut men valde att inte landstiga där. Istället blev Eriks son Leif den förste att stiga i land där och namnge platserna: Helluland, Markland och Vinland. Dit genomfördes senare expeditioner ledda av Eriks barn och Torfinn Karlsämne. Där träffade nordborna skrälingar, nordamerikanska urinvånare som de i början inledde handel med men senare hamnade i konflikt med.

## Handskrifter, utgåvor och översättningar
Den enda bevarade handskriften finns i Flatöboken från 1300-talets sista hälft. Den första tryckta utgåvan utkom 1688 i Skálholt.
Sagan har översatts till åtminstone 14 andra språk. På svenska finns den i fyra översättningar:
- ”Grönländingasagan” i De isländska sagorna (1962), översatt av Åke Ohlmarks.
- ”Grönlandssagan” i Västervägen till Vinland (1965), Aslög Davidsons svenska version av Helge Ingstads norska översättning.
- ”Grönländingasagan” i Vinland det goda (1999), översatt av Mats G. Larsson.
- ”Grönlänningarnas saga” i Islänningasagorna (2014), översatt av Karl G. Johansson.